# Shuichi Gonda
Shuichi Gonda (権田 修一, Gonda Shuichi, Tokio, 3 maart 1989) is een Japans voetballer die als doelman speelt bij Portimonense SC.

## Clubcarrière
Gonda tekende in 2007 bij FC Tokyo.

## Interlandcarrière
Gonda debuteerde in 2010 in het Japans nationaal elftal en speelde 16 interlands.

## Statistieken
| Japans voetbalelftal | Japans voetbalelftal | Japans voetbalelftal |
| Jaar                 | Wed.                 | Dlp.                 |
| -------------------- | -------------------- | -------------------- |
| 2010                 | 1                    | 0                    |
| 2011                 | 0                    | 0                    |
| 2012                 | 0                    | 0                    |
| 2013                 | 1                    | 0                    |
| 2014                 | 0                    | 0                    |
| 2015                 | 1                    | 0                    |
| 2016                 | 0                    | 0                    |
| 2017                 | 0                    | 0                    |
| 2018                 | 2                    | 0                    |
| 2019                 | 11                   | 0                    |
| Totaal               | 16                   | 0                    |